# 水木薫
水木 薫（みずき かおる、1959年6月16日 - ）は、日本の女優。神奈川県横浜市出身。身長163cm。体重47kg。血液型B型。エンパシィ所属。趣味は戯曲翻訳、日本舞踊、映画、ビデオ編集。

## 人物・略歴
父親は有名な洋画家。上智大学外国語学部英語学科卒業。特技はピアノ、英会話。
学生時代は英語の家庭教師のアルバイトをし、芸能界デビュー後もしばらく仕事を続けていた。
スーパーエキセントリックシアターで活動した後、1982年に日活ロマンポルノ作品『連続暴行魔 白昼の淫夢』でデビュー。その後、2時間ドラマや映画などの出演が増加。知的な演技派女優として活躍を続けている。
映画『ゲンセンカン主人』（1993年、石井輝男 監督）では、風呂場で、佐野史郎扮する主人公から、素っ裸で迫られる宿屋の独身女将を熱演した。

## 受賞/顕彰
- ヨコハマ映画祭助演女優賞
- おおさか映画祭助演女優賞

## 出演

### 映画
- 連続暴行魔 白昼の淫夢（1982年）
- 聖子の太腿 女湯子町（1982年）
- 温泉芸者 湯舟で一発（1982年）
- 赤いスキャンダル 情事（1982年）
- 襲われる女教師（1983年） - 夏木一美 役
- 団鬼六 蛇の穴（1983年）
- 変態バスト 暴行性奴隷（1983年）
- 居酒屋兆治（1983年） - エミリー（キャバレーのホステス） 役
- 女高生日記 乙女の祈り（1984年）
- セックス・メイド お掃除のあとで（1984年）
- 踊る乳房（1984年）
- 私の中の娼婦（1984年）
- 主婦と性生活（1984年）
- 人妻暴行マンション（1985年）
- 不倫の罠 貫通（1985年）
- 愛奴人形 い・か・せ・て（1986年） - 沼田幸子 役
- 究極ONANIE 夢地獄（1986年）
- 団鬼六 生贄姉妹（1987年）
- HOT STAFF 快感SEXクリニック（1987年）
- 花と蛇 究極縄調教（1987年）
- 行き止まりの挽歌 ブレイクアウト（1988）
- 1990牡丹灯篭（1990）
- ゲンセンカン主人（1993年） - ゲンセンカンの女将 役
- 平成無責任一家 東京デラックス（1995年）
- 無頼平野（1995年） - 春子 役
- きけ、わだつみの声 Last Friends（1995年） - 安原クニ子 役
- 学校の怪談（1995年） - 亜樹・美夏の母 役
- ねじ式（1998年） - 女医 役
- カンゾー先生（1998年）
- クロスファイア（2000年）
- EKOEKO AZARAK エコエコアザラク（2001年） - 木岡笙子（女医） 役
- 女学生の友（2001年） - 鮫島直子 役
- ゴジラ・モスラ・キングギドラ 大怪獣総攻撃（2001年） - スーパーのおばさん役[1]
- 呪怨2（2003年） - 原瀬亜紀 役
- 怪談新耳袋 - 戸部美津子 役 
  - 特別篇 やめて（2003年）
  - 特別篇 もうやめて（2003年）
  - 特別篇 来るなら来い!（2003年）
- 昭和歌謡大全集（2003年）
- 七人の弔（2005年） - 西山美千代 役
- スクラップヘブン（2005年） - サキの母 役
- 欲望（2005年）
- Girl's BOX（2005年）
- 仮面ライダーシリーズ
  - 劇場版 仮面ライダー響鬼と7人の戦鬼（2005年） - 母親 役
  - 劇場版 さらば仮面ライダー電王 ファイナル・カウントダウン（2008年） - おばさん 役
- トニー滝谷（2005年） - B子（斉藤久子）の母 役
- かぞくのひけつ（2006年） - 桜井初枝（典子の母） 役
- 地下鉄に乗って（2006年）
- 叫（2006年） - 柴田礼子の母 役
- しゃべれども しゃべれども（2007年） - 十川みどり（五月の母） 役
- スリ
- キズモモ。（2008年） ‐ 弓矢淑子 役
- あしたのジョー（2011年）
- レオニー（2011年）
- みなさん、さようなら（2013年） - 薗田憲明の母 役
- 潔く柔く（2013年） - 柿之内希実の母 役
- 「また、必ず会おう」と誰もが言った。（2013年） - 食堂のおばちゃん・一枝 役
- 残穢（2016年） - 益子香奈恵 役
- くらやみ祭の小川さん（2019年） - 遠藤法⼦ 役
- 少年と犬（2025年）[4]

### テレビドラマ
- 池中玄太80キロⅢ
- 大江戸捜査網 （12ch / 三船プロ）
  - 第567話「女郎花恋歌 逃亡の昼と夜」（1982年） - おみね 役
  - 第599話「母が哭く津軽三味線呪い節」（1983年） - おきぬ 役
  - 第639話「振り袖 情炎ふたり旅」（1984年） - お中臈
- 家栽の人
- 3年B組金八先生 第4シリーズ（1995-1996年） - 簑田友紀 （紀美の母）役
- 新・女捜査官 第15話「ライフル魔に監禁された料理教室の女達」（1983年7月22日、朝日放送）
- 太陽にほえろ!（東宝 / 日本テレビ）
  - 第564回「夏の別れ」（1983年7月29日）
  - 第656回「いじめ」（1985年7月19日） - ひったくり被害者 役
  - 第701回「ヒロイン」（1986年6月27日） - ペットサロン店員 役
- ニュードキュメンタリードラマ昭和 松本清張事件にせまる 第2回「東京ローズは誰か」（1984年4月19日、ANB）
- 男の家庭科 （1985年、CX）
- うちの子にかぎって…パート2 第10話（1985年、TBS） - 子安民子 役
- 俺たちの旅　十年目の再会（1985年9月4日、NTV）
- ハーフポテトな俺たち（1985年、NTV）
- 迷宮課刑事おみやさん 第11話「6年前の美人教師の転落事故死が今日…!」（1985年10月18日、朝日放送）
- 土曜ワイド劇場
  - 「奥飛騨二重心中」（1985年11月30日）
  - 「左ききの女の華麗な殺意」（1986年9月13日）
  - 「ふたつの町のひとりの女 疑惑の花嫁」（1993年10月30日）
  - 「なんでも屋探偵帳」（1994年2月26日） - 万里子
  - 「混浴露天風呂連続殺人13」（1994年7月16日） - 秋山冴子 役
  - 「家政婦は見た!15」（1996年） - 松原彩子 役
  - 「ダイエット三姉妹の旅情事件簿1」（1997年） - 後藤光子 役
  - 「牟田刑事官事件ファイル23」（1997年） - 坂口フミ子 役
  - 「はみだし弁護士・巽志郎3」（1998年） - 山崎佳代子 役
  - 「法医学教室の事件ファイル9」（1998年） - 笹本妙子 役
  - 「エステサロン白い肌殺人事件2」（1998年） - 戸田綾乃 役
  - 「ママさん記者明衣子の事件」（1999年4月24日） - 平田みどり 役
  - 「江戸ッ子探偵殺人案内2」（1999年7月24日） - 渡辺瑛子 役
  - 「おばはん刑事!流石姫子5」（2000年） - 三崎園子 役
  - 「殺人銀行」（2001年） - 沢野留美 役
  - 「タクシードライバーの推理日誌16」（2002年） - 松本道代 役
  - 「癒しの事件簿」（2007年3月31日） - 沢井かよ 役
  - 「救急救命士・牧田さおり9」（2013年） - 宮澤看護師 役
  - 「広域警察5」（2014年） - 牧田あや 役
  - 「臨場する女・捜査検事 雨音香」（2016年）
- 誇りの報酬 第9話「オホーツク悲歌」（1985年、NTV / 東宝） - クラブホステス
- 火曜サスペンス劇場
  - 「ウエディングドレス」（1986年） - ユキ 役
  - 「弁護士・高林鮎子8」（1990年） - 秋山きよみ 役
  - 「刑事・鬼貫八郎」（国際放映）
    - 第2作（1993年） - ブティック店員
    - 第6作（1996年） - 藤木江美子 役
    - 第13作（2001年） - 田辺衿子 役
    - 第18作（2005年） - スナック「KAZU」のママ 役

  - 「弁護士・朝日岳之助10」（1997年、国際放映） - 五十嵐京子 役
  - 「女検事・霞夕子12」（1997年、ユニオン映画）
  - 「転勤判事2」（1998年、オセロット） - 玉井幸代 役
  - 「女監察医 室生亜季子23」（1998年2月3日、東映） - 吉野妙子 役
  - 「赤い靴」（2001年、ノアズ） - 山元ふじ子 役
- 女ふたり捜査官 第3話「訪れた亡夫の隠し子」（1986年、ABC / テレパック）
- 花へんろ 風の昭和日記 （1986年、NHK）
- 春のドラマスペシャル「凸凹ポリス物語　我が生涯最悪の日」（1987年4月1日、NTV）
- ないしょのハーフムーン（1987年） - 榎木早苗 役
- ザ・ドラマチックナイト「女医・若宮由紀の犯罪 もしも、あなたがエイズだったら…」（1987年10月9日、CX）
- ママはアイドル! 第3話（1987年、TBS系） - ランジェリー店店員 役
- 熱っぽいの!
- とんぼ（1988年、TBS）
- 世にも奇妙な物語（CX）
  - 「マイホーム」（1990年） - 吉田
  - 「視線の町」（1991年） - 西原佐代 役
  - 「記憶の沼」（1991年）
- 中学生日記（NHK） - 上田恵美 役
- 大人は判ってくれない 第6回「きっとひとりで歩いていける」（1992年2月20日、フジテレビ）
- 子供が寝たあとで（1992年、NTV） - 幼稚園の母親
- NIGHT HEAD（1992年、フジテレビ） - 花岡靖江 役
- 法医学教室の事件ファイル 第2シリーズ 最終話「電撃死体の罠!! 女医の決断」（1993年12月16日、テレビ朝日） - 町村冬美 役
- 女検事の捜査ファイル 第9話「訪問看護婦の完全犯罪!?不倫の代償」（1993年12月16日、テレビ朝日） - 佐野順子 役
- 腕におぼえあり（1993年） - お初 役
- 適齢期（1994年、TBS） - 北城由紀 役
- おばさんデカ 桜乙女の事件帖1（1994年） - 佐藤道子 役
- 花嫁介添人がゆく
- 私、味方です（1995年、TBS） - 北原清子 役
- 刑事追う! 第18話（1996年8月5日、テレビ東京）
- 事件・市民の判決（1996年、テレビ東京）
- 土曜ドラマ（NHK）
  - 女たちの帝国（1997年） - 川津慶子 役
- 君が人生の時（1997年、TBS） - 中村安代 役
- おばさんデカ 桜乙女の事件帖5（1997年） - 加藤妙子 役
- はぐれ刑事純情派
  - 第10シリーズ 第25話「口が災い…未練の女」（1997年）
  - 第11シリーズ 第3話「転職で躓いた男！家族の災難」（1998年）
  - 第12シリーズ 第22話「蒸発した夫が殺人犯!? 10年待った女！」（1999年） - 青木民江 役
  - 第13シリーズ 第2話「未練のラーメン!? 別れた妻へのプロポーズ！」（2000年） - 清水加寿子 役
  - 第14シリーズ 第20話「ぬれぎぬ殺人！ついていない男と女!?」（2001年） - 篠原久美 役
  - 第15シリーズ 第16話「殺意のウエディングドレス！移動美容室の女」（2002年） - 坂井智佳子 役
- はみだし刑事情熱系
  - （1998年） - 加納百合子 役
  - （2002年） - 井下聡子 役
- 直子センセの診察日記（1999年） - 小畑敦子 役
- 喪服のランデヴー（2000年） - 長谷部佳恵 役
- 無能の人
- 貧乏同心ご用町帳
- 愛と疑惑のサスペンス レベル7－空白の90日－（1994年3月28日、関西テレビ・フジテレビ）
- 結婚スクランブル
- 怪談新耳袋 第37話「『もうやめて』No More, Please」（2003年、BS-i）
- 一番大切な人は誰ですか?（2004年、日本テレビ）
- ウルトラQ dark fantasy 第3話（2004年、テレビ東京） - 山崎芳枝 役
- 仮面ライダー響鬼（2005年、テレビ朝日） - 安達郁子 役
- 月曜ミステリー劇場
  - 「第三の時効4」（2004年） - 矢代君子 役
  - 「自治会長・糸井緋芽子社宅の事件簿5」（2004年） - 竹之内早苗 役
  - 「外科医零子4」（2006年） - 紺野百合子 役
- 月曜ゴールデン
  - 「警視庁三係・吉敷竹史シリーズ3」（2008年） - 藤倉令子 役
  - 「税務調査官・窓際太郎の事件簿17」（2008年） - 川内郁子 役
- 特命係長 只野仁 第28話（2007年、テレビ朝日）
- 熱血ニセ家族（2007年、CBC） - 竹原鶴子 役
- ひとがた流し（2007年、NHK） - 石川千代子 役
- 東京少女ユ・ソルア 第3話「リアルワールド」（2009年3月21日、BS-i） - 青山藍子 役
- 派遣のオスカル〜少女漫画に愛をこめて （2009年8月、NHK） - 磯部佳奈枝 役
- コード・ブルー -ドクターヘリ緊急救命-第8話（2010年3月1日、フジテレビ） - 時田早苗 役
- 臨場 続章 第1話、第2話（2010年） - 内藤佳苗 役
- 桂ちづる診察日録 第10話「もの言わぬ叫び」（2010年11月13日、NHK）
- 隠密秘帖（2011年）
- 神様の女房（2011年10月1日）
- 真珠湾からの帰還 〜軍神と捕虜第一号〜（2011年12月10日）
- 水曜ミステリー9
  - 「さすらい署長 風間昭平6」（2007年） - 権藤珠子 役
  - 「捜査検事・近松茂道10」（2011年） - 智子（介護ヘルパー） 役
  - 「多摩南署たたき上げ刑事・近松丙吉」（2012年） - 宮野東子 役
  - 「刑事・ガサ姫〜特命・家宅捜索班〜3」（2014年） - 吉川正恵 役
  - 「検事・沢木正夫3」（2015年） - 市村みどり 役
- 贖罪（2012年） - 篠原真紀の母 役
- 平清盛（2012年） - 梓（常盤御前の母） 役
- ヒトリシズカ (小説)（2012年） - 前田清美 役
- おみやさん 第9シリーズ（2012年5月31日、テレビ朝日） - 野波秋江 役
- 恋愛検定（2012年） - 亜紀さん 役
- 遺留捜査（2012年） - 木村亮子 役
- 金曜プレステージ 「小京都連続殺人事件3」（2013年） - 羽田利恵 役
- 刑事のまなざし（2013年） - 野田看護師 役
- トクボウ 朝倉草平（2014年） - 三嶋幸恵 役
- 桜ほうさら（2014年） - おしか 役
- 新・刑事吉永誠一（2014年） - 大和田絹子 役
- SAKURA〜事件を聞く女〜（2014年） - 成宮充子 役
- DOCTORS〜最強の名医〜（2015年） - 武藤恵子 役
- 警部補・杉山真太郎〜吉祥寺署事件ファイル（2015年） - 小谷幸子 役
- 石の繭（2015年） - 浜田たえこ 役
- ママゴト（2016年） - 永野幸代 役
- PTAグランパ!（2017年） - 小森のぶえ 役
- 「西村京太郎トラベルミステリー68」（2017年9月20日） - 山岸智子 役
- 日曜プライム
  - 「鉄道捜査官18」（2018年） - 三枝和代 役
- 緊急取調室 3rd SEASON 第9話・最終話（2019年） - 染谷絹江 役
- リカ (小説)（2019年） - 宮田玲子 役
- TWO WEEKS（2019年）
- 悪魔の弁護人・御子柴礼司 〜贖罪の奏鳴曲〜 第6話（2020年） - 高須
- 今夜はコの字で 第1シリーズ（2020年、BSテレビ東京） - 「カネス」女将 役
- 愛しい嘘〜優しい闇〜 第2話（2022年1月21日、テレビ朝日） - 野瀬貴美子 役
- 混声の森（2022年、TBS） - 石田陽子 役
- 記憶捜査3～新宿東署事件ファイル～ 第4話（2022年11月25日、テレビ東京） - 久保敬子 役
- 月曜プレミア8 「浅見光彦シリーズ (テレビ東京のテレビドラマ)2」（2022年） - 沢田加津子 役
- ケイジとケンジ〜所轄と地検の24時〜 season2（2023年、テレビ朝日） - 海老沢敬子 役
- 虎に翼（2024年、NHK総合） - 山根初代 役
- スカイキャッスル（2024年、テレビ朝日） - 九条静江 役
- リラの花咲くけものみち 最終話（2025年2月15日、NHK総合） - 折原美和 役
- Dr.アシュラ 第7話（2025年5月28日、フジテレビ） - 橋本弥生 役[5]

### その他の番組
- 一枚の写真（1988年3月10日、フジテレビ）
- AKBホラーナイト アドレナリンの夜 第20話「彼氏の実家」（2015年12月9日、ビデオパス・テレ朝動画）

### 配信ドラマ
- 佑どののジブン探し（2023年5月13日、TELASA）[6]
- 地面師たち（2024年7月25日 - 、Netflix） - 拓海の母 役[7]

### 舞台
- Bステージ・プロデュース 第2章IN東京
- 南河内万歳一座 番外ブラックモンキークエスト
- スタンダップコメディー 電話をかける女（自作）

### 出版物
- 受験英語をムダなく楽しく苦労せず笑っちゃう本 - 受験英語にゃコツがあるのだ（1982年12月、リイド社） ISBN 4-947538-25-2